# Riz bomba
Pour les articles homonymes, voir Bomba (homonymie).

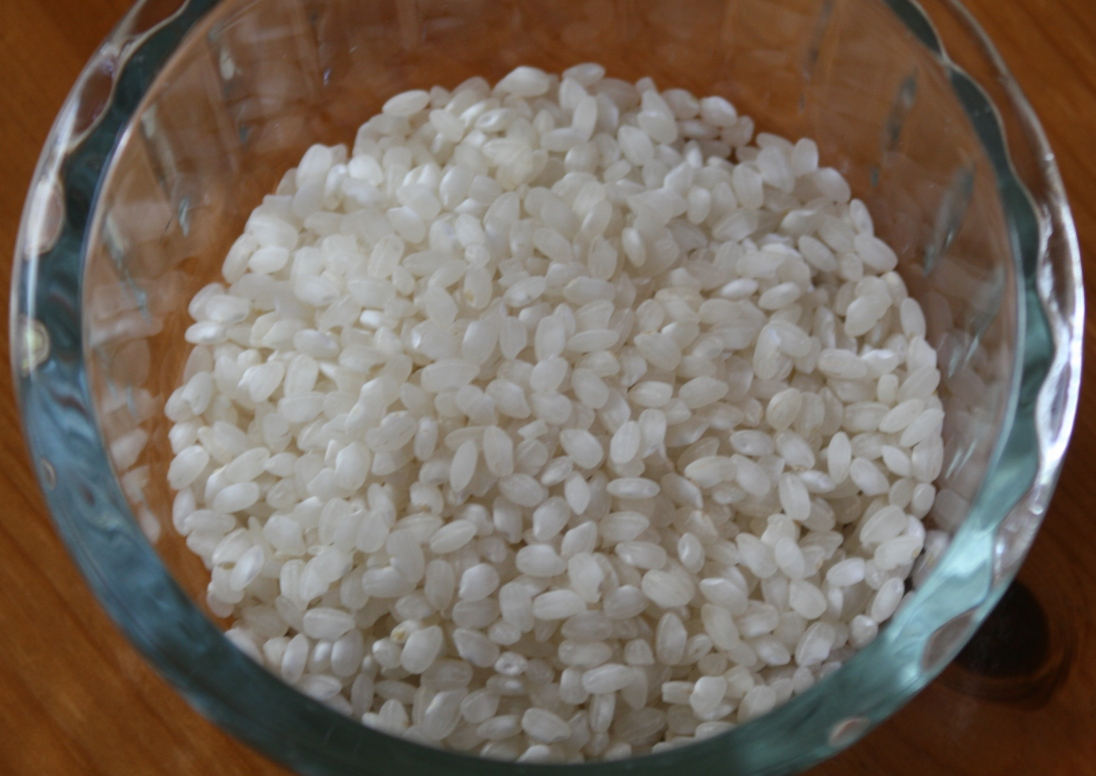
Grains de riz Bomba.

Le riz bomba ou riz de Valence est une variété de riz cultivé en Espagne surtout connu pour son utilisation dans la recette de la paella. Il s'agit d'un cultivar de l'espèce Oryza sativa L..

## Caractéristiques
Ce cultivar est originaire de l'Inde. Ce riz  à grain court, classé dans le groupe variétal japonica contient moins d'amylopectine et est de couleur perle. Son utilisation est fréquente dans la préparation des plats traditionnels de la côte Est de l'Espagne.
Il est cultivé depuis le Moyen Âge dans la péninsule ibérique et sa teneur en amylose plus importante que la moyenne le rend moins collant à la cuisson. Une autre de ses caractéristiques est d'avoir une grande résistance à l'expansion au cours de la cuisson. Une expansion, qui généralement peut atteindre jusqu'à deux ou trois fois le volume initial du grain. Ce type de riz exige une teneur en eau plus élevée que les riz à grain long, les grains ayant généralement la même structure après cuisson,. 
C'est un des riz espagnols les plus chers. Une partie de la production bénéficiant de l'appellation d'origine protégée « Calasparra » (es) » dont l'aire d'appellation englobe les communes de Calasparra, Moratalla et Hellín.
Ce cultivar est également autorisé dans les appellations d'origines protégées « Arroz del Delta del Ebro / Arròs del Delta de l'Ebre », et « Arroz de Valencia / Arròs de València ».